# Olio degli infermi

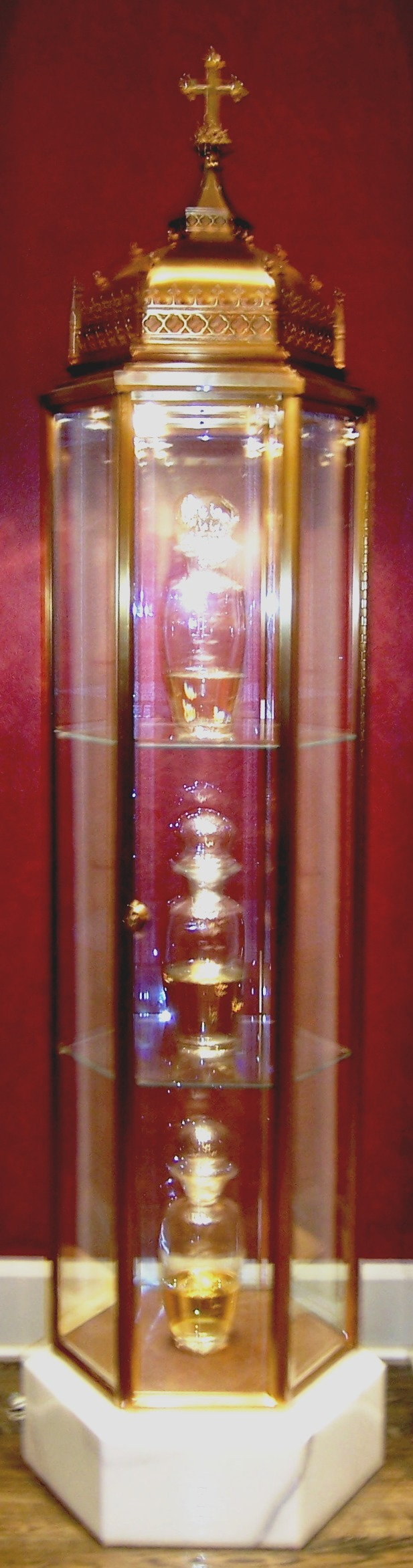
Contenitore in cristallo per riporre il crisma, l'olio degli infermi e l'olio dei catecumeni.

Nella Chiesa cattolica l'olio degli infermi è l'olio che viene utilizzato per amministrare il sacramento dell'unzione degli infermi.

## Materia e forma
Così come riporta anche l'enciclica Ex Quo Primum (n. 49), la "Benedizione degli Oli e Dedicazione della Chiesa e dell'Altare" contenuta nel Pontificale romano ricorda che materia del crisma sono l'olio e aromi o sostanze profumate.

## Benedizione e utilizzo
In conformità con la costituzione apostolica Sacram unctionem Infirmorum del 30 novembre 1973, il rito consiste nell'unzione del capo e delle mani dell'infermo, che il sacerdote accompagna con le parole: «Per questa santa Unzione e la sua piissima misericordia ti aiuti il Signore con la grazia dello Spirito Santo» a cui si risponde «Amen»..
Nell'usus antiquior del rito romano, vengono unti gli occhi, le orecchie, le narici, la bocca (a labbra chiuse), le mani e i piedi accompagnando ciascun'unzione con un'orazione. Delle mani si ungono le palme ai laici e i dorsi ai sacerdoti (questo perché le palme sono già state unte con il Sacro Crisma durante l'ordinazione presbiterale), mentre si può omettere l'unzione dei piedi per un ragionevole motivo.. Con le orazioni si chiede il perdono dei peccati commessi mediante ciascuna parte del corpo.
Quest'olio viene benedetto insieme all'olio dei catecumeni e al crisma in ogni diocesi una volta all'anno il Giovedì santo dal vescovo durante la messa crismale. Dopo la messa crismale viene distribuito ad ogni parrocchia.
Nelle parrocchie viene comunemente custodito insieme agli altri due oli santi.